# 완벽한 혁신의 독립운동
완벽한 혁신의 독립운동(完璧한 革新의 獨立運動, 스페인어: Movimiento Independiente de Renovación Absoluta)은 콜롬비아의 포괄정당으로, 2000년 설립되었다. 2014년 총선거 결과, 콜롬비아 하원의 경우 철저한 변화, 국민통합당에 이어 100% 콜롬비아와 함께 제8당이다.